# Rhabdosargus sarba
Rhabdosargus sarba är en fiskart som först beskrevs av Forsskål, 1775.  Rhabdosargus sarba ingår i släktet Rhabdosargus och familjen havsrudefiskar. Inga underarter finns listade i Catalogue of Life.